# Cerva (Italia)
Cerva es una localidad italiana de la provincia de Catanzaro, región de Calabria, con 1.287 habitantes.

## Evolución demográfica
| Gráfica de evolución demográfica de Cerva entre 1861 y 2001 |
|                                                             |
| Fuente ISTAT - Elaboración gráfica por parte de Wikipedia   |